# Richard W. Graber
Richard W. Graber (* 1956) je bývalý velvyslanec Spojených států amerických v České republice. Do funkce byl navržen 14. září 2006. Dříve působil jako právník ve Wisconsinu, kde byl zároveň významným členem Republikánské strany. Bakalářský titul získal v roce 1978 na Duke University a práva vystudoval na Boston University v roce 1981. Je ženatý a má dva syny.